# Vojtěch z Medlova
Vojtěch z Medlova (před 1220 – 1256/1258) byl moravský šlechtic a jediný známý probošt kláštera v Doubravníku.

## Život
Vojtěch z Medlova byl synem Štěpána I. z Medlova. Kdy se narodil, není známo, poprvé se objevuje až jako svědek na královské listině z roku 1228. Jako svědek je pak spolu se svými bratry Jimramem a Štěpánem uváděn na listinách až do své smrti. Vojtěch měl za manželku blíže neznámou dceru Semislava z Morkovic. O jejich společném životě není nic známo. Jisté pouze je, že po ovdovění se již znovu neoženil. Ještě roku 1235 vystupoval jako šlechtic, ale od roku 1238 byl proboštem kláštera v Doubravníku. Tímto krokem si však zhoršil vztahy s rodinou své bývalé manželky, která mu nechtěla vydat újezd Semislav na Holasovicku (ten se nacházel poblíž Slavkova a Hradce u Opavy). Do sporu se musel vložit král Václav I. a celý spor skončil u soudu, který Vojtěch prohrál.
Za svého života patřil Vojtěch k významným osobnostem, o čemž svědčí i jeho podpisy na řadě důležitých listin. Jejich lokace potvrzuje, že při svých cestách projezdil celou Moravu. Ovšem v Čechách a v zahraničí nejsou jeho pobyty s jistotou doloženy, ačkoliv od roku 1243 byl členem komise, která prošetřovala loupení šlechticů v Uhrách po vpádu Tatarů. Roku 1256 se stal olomouckým kanovníkem a v Olomouci také pravděpodobně zemřel.